# Adolphe Verspreeuwen
Pierre François Adolphe Verspreeuwen (Antwerpen, 26 april 1846 - 5 oktober 1908) was een Belgisch politicus voor de Liberale Partij.

## Levensloop
Verspreeuwen was beroepshalve houthandelaar. Hij werd voorzitter van de rechtbank van koophandel in Antwerpen.
In 1900 werd hij liberaal senator voor het arrondissement Antwerpen. Hij vervulde dit mandaat tot in 1908.